# Чани
Чани (на английски: Chani) (съкратено от Чанисихая Chanisihayah) е измислена героиня от измислената от Франк Хърбърт фантастичната вселена на Дюн. Чани е главна героиня в романите „Дюн“ и „Месията на Дюн“. Тя е дъщеря на Лайът-Кайнс от жена му Фарула.
Известна е като наложница на Пол Атреиди (Муад'Диб). Тя е майка на близнаците Ганима и Лито Атреиди II.
Пол има видения за нея и за тях двамата още докато живее на родната си планета Каладън. Чани и Пол се срещат за пръв път когато Пол и майка му, Джесика Атреиди, отиват да живеят при свободните. Двамата бързо стават любовници. Техният първороден син е убит при нападението на династия Корино в пустинята на планетата Аракис.
Когато Пол Атреиди взима Ирулан Корино за своя жена, за да затвърди позицията си на трона след свалянето на падишах-императора Шедъм Корино IV, Чани не остава пренебрегната, както се очаква от много имперски коментатори. Пол остава изцяло лоялен и обявява, че тя е единствената, която ще роди негов наследник, а формалният брак с Ирулан никога няма да бъде консумиран. Въпреки това Ирулан тайно започва да дава на Чани контрацептиви, за да предотврати зачеването на имперски наследник.
Във филмовата адаптация, ролята на Чани се играе от Шон Йънг, и Зендая в римейка от 2021 г.